# Angelo Everardi
Angelo Everardi (* 5. August 1647 in Brescia; † 1678 ebenda) war ein in der zweiten Hälfte des 17. Jahrhunderts in Brescia tätiger Maler und Grafiker.

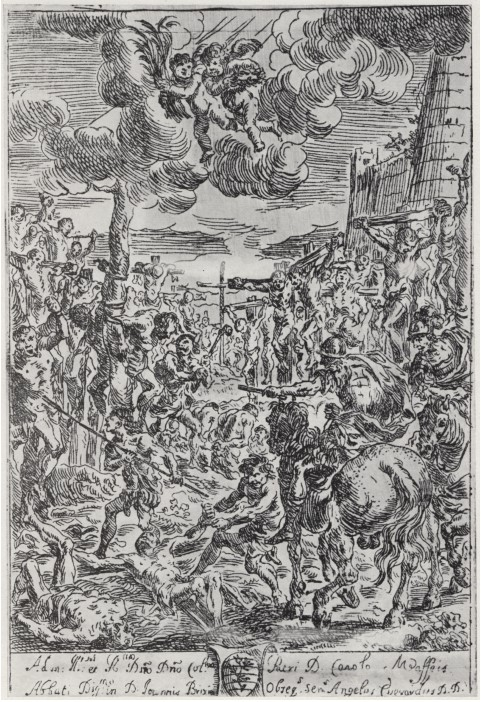
Kreuzigung der zehntausend Märtyrer auf dem Berg Ararat

## Leben
Angelo Everardi wurde in Brescia als Sohn eines Giovanni aus Sittard in Flandern (heute in den Niederlanden) und seiner zweiten Frau Vittoria geboren. Diese flämische Herkunft erklärt seinen Namen „il Fiammenghino“ oder Fiammenghino. Sein Vater war ein „maestro di ruote di archibugio“ („Meister der Arkebuse-Räder“), was darauf hindeutet, dass er wahrscheinlich Waffenschmied war.
Er studierte in seiner Heimatstadt bei dem flämischen Maler Jan de Herdt, der damals in Italien tätig war, und bei Francesco Monti, genannt il Brescianino delle Battaglie und ging dann nach Rom, um seine Studien fortzusetzen. Dort machte er sich vor allem mit den Schlachtenszenen von Jacques Courtois vertraut. Nach zwei Jahren in Rom kehrte er nach Brescia zurück, um seine Familie zu ernähren.
Zu seinen Schülern gehörten Pompeo Ghiti und Faustino Bocchi (1659–1742). Bocchi malte sowohl Schlachten als auch Genreszenen mit Zwergen und gelegentlich anderen mythischen Tieren.
Angelo Everardi starb 1678 in Brescia.

## Arbeiten
Es gibt kein Gemälde, das ihm mit Sicherheit zugeschrieben werden kann. Es wird berichtet, dass er Schlachtenszenen und Bambocciade, d. h. Genreszenen aus dem einfachen Leben, sowie Historienbilder gemalt hat. Seine Zeitgenossen schätzten ihn sehr, und seine Schlachtenszenen wurden als denen von Courtois ebenbürtig gerühmt. Durch seinen frühen Tod geriet sein Werk jedoch in Vergessenheit.
Das einzige Werk, das dem Künstler mit Sicherheit zugeschrieben werden kann, ist eine Radierung mit der Darstellung der Kreuzigung der Zehntausend Märtyrer auf dem Berg Ararat, die in dem 1674 in Brescia erschienenen Buch Il glorioso martirio dei diecimila soldati crocefissi nel monte Ararat dell’Armenia veröffentlicht wurde. Der Druck ist mit „Angelus Everardus“ signiert. Das Büchlein war ein Andachtsbüchlein mit Liedern zum Thema der zehntausend Märtyrer. Es handelt sich um die Geschichte der Zehntausend Märtyrer, die nach einer mittelalterlichen Legende römische Soldaten waren, die unter der Führung des Heiligen Achatius zum Christentum konvertierten und auf Befehl des römischen Kaisers auf dem Berg Ararat in Armenien gekreuzigt wurden. Der Druck vermittelt einen sehr dynamischen Eindruck mit Figuren, die sich in einem geometrischen und atmosphärischen perspektivischen Raum bewegen. Im Vordergrund sorgt ein befehlsgebender Ritter für zusätzliche Dynamik. Möglicherweise aufgrund der Ähnlichkeit des Themas und der zeitlichen Nähe wurde das Altarbild der Kreuzigung der zehntausend Märtyrer, das sich auf dem zweiten Altar rechts in der Kirche San Giovanni Evangelista in Brescia befand, von vielen Kunsthistorikern Everardi zugeschrieben. M. A. Baroncelli lehnte diese Zuschreibung ab und begründete sie mit den Schwächen des Altarbildes, wie dem Gedränge der nackten Figuren, der Kälte und Monotonie der Farben und den kompositorischen Mängeln im unteren Teil der Leinwand.
Einige Kunsthistoriker haben vorgeschlagen, Everardi mit dem als Maestro della Fertilità dell’Uovo bekannten Künstler zu identifizieren, der groteske Szenen malte. Argumente für diesen Vorschlag sind, dass Everardi als flämischer Maler mit der nordischen Tradition der Groteske vertraut war und dass er Faustino Bocchi ausbildete, der für seine grotesken Szenen bekannt ist.